# Кулибали, Даниэль Уэззин
Даниэль Уэззен Кулибали (фр. Daniel Ouezzin Coulibaly; 1 июля 1909 года, Нуна, Французская Верхняя Вольта — 7 сентября 1958 год, Париж, Франция) — государственный и политический деятель Верхней Вольты (ныне Буркина-Фасо), председатель правительственного совета Французской Верхней Вольты (1958).

## Биография
В 1942 г. окончил École William Ponty близ Дакара. Стал соратником Феликса Уфуэ-Буаньи и занимал ведущие позиции в Африканском демократическом объединении. В 1957 г. выступил одним из соучредителей партии Единый демократический союз.
- 1946—1951 и 1956—1958 гг. — депутат Национального собрания Франции от Берега Слоновой Кости,
- 1953—1956 гг. — член Сената Франции.

В 1958 г. был назначен председателем правительственного совета Французской Верхней Вольты.